# Бенгтсон, Джон
Джон Д. Бе́нгтсон (англ. John D. Bengtson) — американский лингвист, специалист по исторической и антропологической лингвистике. Был президентом и вице-президентом Ассоциации по изучению доисторических языков (Association for the Study of Language in Prehistory), а также редактором журнала Mother Tongue (1996—2003).
Специализировался на индоевропейских языках, африканских языках, дене-кавказских языках, палеолингвистике.
В составе аустрических языков рассматривает два изолята — айнский язык (на Японском архипелаге) и нахали (кальто; в западно-центральной части Индии); по его мнению, они являются остатком гипотетической индо-тихоокеанской семьи.

## Сочинения
- Bengtson, John D. 1994. (в соавторстве с Мериттом Руленом) Global Etymologies. В: M. Ruhlen, On the Origin of Languages: Studies in Linguistic Taxonomy. Stanford, CA: Stanford University Press.
- 1994. Edward Sapir and the 'Sino-Dene' Hypothesis. Anthropological Science 102.3: 207—230.
- 1995. (в соавторстве с Вацлавом Блажеком) Lexica Dene-Caucasica. Central Asiatic Journal 39.1: 11-50; 39.2: 161—164.
- 1997. Ein Vergleich von Buruschaski und Nordkaukasisch. Georgica 20: 88-94.
- 1998. Caucasian and Sino-Tibetan: A Hypothesis of S.A. Starostin. General Linguistics 36.1/2: 33-49.
- 1999. Wider genetic affiliations of the Chinese language. Journal of Chinese Linguistics 27.1: 1-12.
- 2000. (в соавторстве с Вацлавом Блажеком) Lexical Parallels Between Ainu and Austric, and Their Implications. Archiv Orientální 68: 237—258.
- 2003. Notes on Basque Comparative Phonology. Mother Tongue 8: 21-39.
- 2004. Some features of Dene-Caucasian phonology (with special reference to Basque). Cahiers de l'Institut de Linguistique de Louvain 30.4: 33-54.